# Прилепи (Калузька область)
Прилепи (рос. Прилепы) — присілок в Куйбишевському районі Калузької області Російської Федерації.
Населення становить 10 осіб. Входить до складу муніципального утворення Село Мокре.

## Історія
Від 2004 року входить до складу муніципального утворення Село Мокре.

## Населення
| 2002 | 2010 |
| ---- | ---- |
| 13   | ↘10  |